# Калиев, Идрис Калиевич
Идрис Калиевич Калиев (15 мая 1925, Казалинск — 26 сентября 2017) — советский хозяйственный, государственный и политический деятель.

## Биография
Родился в 1925 году в Казалинске. Член КПСС.
Участник Великой Отечественной войны. С 1950 года — на хозяйственной, общественной и политической работе. В 1950—1987 гг. — инструктор Кзыл-Ординского обкома КПК, первый секретарь Кзыл-Ординского обкома ЛКСМК, второй секретарь Кзыл-Ординского горкома КПК, председатель Аральского райисполкома, председатель Кзыл-Ординского горисполкома, первый секретарь Кзыл-Ординского горкома КПК, председатель Кзыл-Ординского облисполкома, заведующий архивом отделом облисполкома.
Избирался депутатом Верховного Совета Казахской ССР 10-го и 11-го созывов.